# غزغسك
غزغسك هي قرية في مقاطعة بيرانشهر، إيران. عدد سكان هذه القرية هو 96 في سنة 2006.